# Leck Hall

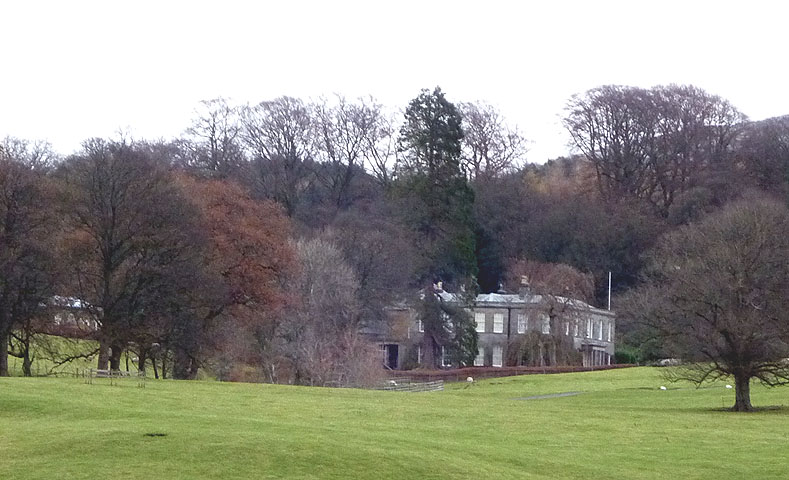
Leck Hall

Leck Hall ist ein Landhaus in der Pfarre Leck bei Kirkby Lonsdale in der englischen Grafschaft Lancashire.
Das Landhaus ist von English Heritage als historisches Bauwerk II. Grades gelistet und steht in einem informellen Park mit einer nahegelegenen Orangerie. Die Home Farm vom Ende des 18. Jahrhunderts liegt in der Nähe des Hauses und es gibt eine Lodge an der Einfahrt zum Anwesen.
Leck Hall ist derzeit der Familiensitz der Barone Shuttleworth und ist nicht öffentlich zugänglich.

## Geschichte
Robert Welch, ein Kaufmann aus Liverpool, der in High House in Leck wohnte, kaufte 1771 das Anwesen von Thurland Castle, aber sein Sohn Robert verkaufte all die Ländereien mit Ausnahme des Teils der heute das Anwesen von Leck Hall darstellt. Nach dem Tod von Robert Welch beauftragte dessen Bruder George Welch den Architekten John Carr, ein neues Haus zu entwerfen und zu bauen, das High House ersetzen sollte. Später nannte man dieses Haus Leck Hall. In den Jahren 1830 und nochmals 1963 wurde das Haus umgebaut.
1952 kaufte Charles Kay-Shuttleworth, 4. Baron Shuttleworth, Leck Hall und zog 1970 von Gawthorpe Hall dorthin um. Heutiger Eigner ist Charles Kay-Shuttleworth, 5. Baron Shuttleworth.